# Игра престола (5. сезона)
Пета сезона фантастично-драмске телевизијске серије Игра престола премијерно је приказана на HBO-у у САД 12. априла, а завршена је 14. јуна 2015. године. У Србији је приказивана на HBO-у од 13. априла 2015. године. Емитована је недељом у 21.00 у САД и понедељком у 20.05 у Србији и састоји се од 10 епизода, од којих свака траје отприлике 50–60 минута. Сезона првенствено адаптира приче из романа Гозба за вране и Плес са змајевима, четвртог и петог романа у серији Песма леда и ватре Џорџа Р. Р. Мартина, мада користи и преостале елементе из трећег романа, Олуја мачева, као и из предстојећег шестог романа Ветрови зиме. Такође укључује оригинални садржај који се не налази у Мартиновим романима. Серију су за телевизију адаптирали Дејвид Бениоф и Д. Б. Вајс.
Као и претходне сезоне Игре престола, пета сезона наставља приче смештене првенствено на измишљеном континенту Вестеросу, док је неколико прича смештено на другом континенту, Есосу. После убиства краља Џофрија и његовог деде Тивина Ланистера, млади, неодлучни син Серсеи Ланистер, Томен, влада Вестеросом као краљ. Тирион бежи у Есос, где упознаје Денерис Таргарјен, која се бори да влада Заливом трговаца робовима и поврати контролу над својим змајевима који расту. Породица Ланистер наилази на нове непријатеље, укључујући верски култ ком Серсеи непромишљено даје моћ. Они хапсе њу и краљицу Маргери. Серсеи признаје неке грехе и пуштена је након шетње покајања. Џон Снежни постаје лорд заповедник Ноћне страже и служи под Станисом Баратеоном, који се бори за Гвоздени престо марширањем на обновљени Зимоврел. Малопрстић је оставио Сансу Старк у Зимоврелу, где се она удаје за Ремзија Болтона, који је силује и заробљава. Станис је поражен и убијен, а Санса бежи са Теоном Грејџојем. Након што Џон изгуби Ноћне стражаре покушавајући да спасе хиљаде дивљана од Белих ходача, неколико његових људи се побуни и убије га. У Бравосу, Арја Старк се обучава за убицу, али не послуша своје учитеље, који је ослепе. Џејми враћа принцезу Мирселу из Дорне, али она бива убијена.
HBO је наручио пету сезону 8. априла 2014. заједно са шестом сезоном, а снимање је почело у јулу 2014. године. Сезона је снимана првенствено у Ирској, Северној Ирској, Хрватској и Шпанији.
Игра престола има велики ансамбл, који укључује Питера Динклиџа, Николаја Костер-Волда, Лину Хиди, Емилију Кларк и Кита Харингтона. Сезона је представила низ нових чланова глумачке екипе, укључујући Џонатана Прајса и Александера Сидига.
Критичари су похвалили продукцију и глумце серије, дајући посебна признања Динклиџовом тумачењу Тириона Ланистера. Гледаност је поново порасла у односу на претходну сезону. Пета сезона је поставила Гинисов светски рекорд за освајање највећег броја награда Еми за серију у једној сезони и години, освојивши 12 од 24 номинације, укључујући награду за најбољу драмску серију.

## Епизоде
| Бр. еп. (укупно) | Бр. еп. (у сезони) | Наслов                            | Редитељ        | Сценариста                 | Премијера       | Гледаност у САД (милиони) |
| --- | ------------------ | --------------------------------- | -------------- | -------------------------- | --------------- | ------------------------- |
| 41 | 1                  | Ратови који долазе                | Мајкл Словис   | Дејвид Бениоф и Д. Б. Вајс | 12. април 2015. | 8,00                      |
| У флешбеку, вештица предвиђа тинејџерки Серсеи Ланистер да ће једног дана бити краљица све док је млађа и лепша краљица не узурпира. Вештица такође предвиђа да ће Серсеи имати троје деце, а њен краљевски муж двадесеторо. У садашњости, Тивин Ланистер је сахрањен, а Лансел Ланистер се враћа у Краљеву Луку, сада као одани обраћеник фанатичног религиозног култа познатог као „Врапци”. У Пентосу на Есосу, малодушни Тирион Ланистер прати Вариса у Мирин како би упознао Денерис Таргарјен, за коју Варис верује да би могла да буде достојна Гвозденог престола. У Мирину, побуњени „Синови Харпије” убијају Неокаљане. Денерис се љутито опире обнављању старих локалних традиција, укључујући поновно отварање борбених арена. Мисандеи пита Сивог Црва зашто неки Неокаљани посећују јавне куће. Денерис посећује два своја затворена змаја, који се понашају агресивно према њој. У Долу, Малопрстић ставља Робин на чување куће Ројс када он и Санса Старк оду. На Зиду, Станис Баратеон настоји да регрутује дивљане у свом рату против Руза Болтона, нудећи држављанство и земље као награду. Џон Снежни није у стању да убеди Менса Рајдера да „савије колено” Станису. Док је Менс жив спаљен, Џон прекида његову агонију стрелом у срце.                                            |                    |                                   |                |                            |                 |                           |
| 42 | 2                  | Кућа црног и белог                | Мајкл Словис   | Дејвид Бениоф и Д. Б. Вајс | 19. април 2015. | 6,81                      |
| Арја Старк стиже у Бравос и у „Кућу црног и белог”, где је Џакен Х’гар прихвата. Џејми Ланистер регрутује Брона да са њим отпутује у Дорну како би вратио његову нећакињу/ћерку Мирселу, која је сада верена за Тристана Мартела, сина принца Дорана. Подрик Пејн препознаје Малопрстића и Сансу у једној гостионици; Бријена нуди Санси своју заштиту, али је одбијена. Малопртић инсистира да Бријена пође са њима, али она одбија и бежи са Подриком, а затим тајно прати Сансу. Станис нуди да легитимише Џона и прогласи га господаром Зимоврела ако напусти Ноћну стражу и подржи га, али Џон остаје при свом завету Ноћној стражи; Семвел Тарли именује Џона за лорда заповедника против Алисера Торна; мештар Емон даје свој глас Џону, што решава изборе. Денерис подстиче нереде погубљујући бившег роба који је убио једног Сина Харпије пре његовог суђења. Дрогон се поново појављује, али убрзо одлази. |                    |                                   |                |                            |                 |                           |
| 43 | 3                  | Првоврабац                        | Марк Мајлод    | Дејвид Бениоф и Д. Б. Вајс | 26. април 2015. | 6,71                      |
| Маргери Тирел, тек удата за краља Томена Баратеона, манипулише њиме да размисли о слању Серсеи у Ливачку стену, како би је се решила. Малопрстић води Сансу у Зимоврел да учврсти савез са Рузом Болтоном кроз њен брак са његовим сином, Ремзијем, без знања Ланистера. Сансин неконзумирани брак са Тирионом сматра се неважећим. Бријена обучава Подрика вештини мачевања. Да би се прилагодила Кући црног и белог, Арја баца своје личне ствари у луку, али сакрива Иглу у гомили камења. У Црном замку, Џон именује Торна за првог извидника. Када Џенос Слинт одбије да послуша Џонова наређења, Џон га погуби. Лансел открива првообредника у јавној кући и он је за казну приморан да хода улицама го. Првообредник протестује Серсеи, која га затвара. Она се састаје са првоврапцем, одобравајући поступке Врабаца. Тирион и Варис стижу у Волантис. Убрзо након тога, Тириона киднапује Џора Мормонт, намеравајући да га преда „краљици”. |                    |                                   |                |                            |                 |                           |
| 44 | 4                  | Синови Харпије                    | Марк Мајлод    | Дејв Хил                   | 3. мај 2015.    | 6,82                      |
| Серсеи овлашћује да се Врапци наоружају као Верничка војска, која затим хапси Лораса Тирела због хомосексуалности. Краљица Маргери је бесна, али Томен се показује преслаб да им се супротстави. Мелисандра покушава да заведе Џона како би га убедила да прати Станиса до Зимоврела. У Зимоврелу, пре него што Малопрстић крене у Краљеву Луку, он отклања Сансину сумњу у вези са удајом за Ремзија, обећавајући да ће Станис победити Болтонове и спасити је, а чак и ако не, она ће моћи да манипулише Ремзијем. Брон и Џејми тајно упловљавају у Дорну да би преузели Мирселу; сазнавши ово, Еларија и Пешчане Змије планирају да освете Оберинову смрт отмицом Мирселе. Џора намерава да се искупи Денерис тако што ће јој представити Тириона као заробљеника. У Мирину, Хиздар зо Лорак поново апелује на Денерис да отвори борбене арене, што је локална традиција; Синови Харпије хватају Неокаљане у заседи унутар цитаделе, тешко ранивши Сивог Црва и убивши сер Баристана Селмија. |                    |                                   |                |                            |                 |                           |
| 45 | 5                  | Убиј дечака                       | Џереми Подесва | Брајан Когман              | 10. мај 2015.   | 6,56                      |
| Бријена и Подрик стижу у гостионицу близу Зимоврела и прокријумчаре поруку Санси, нудећи јој помоћ ако јој је потребна. Санса открива да је Теон Грејџој у Зимоврелу, а Ремзи га приморава да јој се извини јер је наводно убио њену млађу браћу. На Зиду, Тормунд Џиноубица пристаје на савез са Ноћном стражом у замену да се дивљани населе јужно од Зида. Џон и Тормунд одлучују да оду у Тврдидом да убеде дивљане. Станисова војска креће на Зимоврел, водећи са собом његову породицу и Мелисандру. У Мирину, док се Сиви Црв опоравља, он и Мисандеи развијају романтична осећања. Денерис храни своје змајеве, Висериона и Регала, једним миринским племићем, а остале затвара. Касније пристаје да поново отвори борбене арене и уда се за Лорака како би омогућила мир. На мору, Тирион и Џора плове кроз Валирију, где виде Дрогона како лети изнад њих. Нападају их камени људи и беже, али Џора је заражен сивом љуспом. |                    |                                   |                |                            |                 |                           |
| 46 | 6                  | Непокорени, несагнути, несломљени | Џереми Подесва | Брајан Когман              | 17. мај 2015.   | 6,24                      |
| Џакен води Арју у одају пуну лица мртвих људи. Џејми и Брон стижу до Водених вртова и проналазе Мирселу са Тристаном. Пешчане Змије их нападају, али стижу дорнски стражари и хапсе све. Џору и Тириона заробљавају пирати. За длаку избегну ропство када Тирион успе да их наговори да их пошаљу у миринске борбене арене. Малопрстић обавештава Серсеи да Руз Болтон намерава да уда Сансу за Ремзија. Нуди да поведе витезове из Дола у Зимоврел да поразе ослабљену страну која победи у сукобу између Руза и Станиса. Ако успе, Малопрстић ће бити именован за господара Севера. Олена Тирел стиже у Краљеву Луку и упозорава Серсеи да је Лорасово хапшење угрозило њихов савез. На Лорасовом испитивању, Лорас и Маргери поричу његову хомосексуалност. Мушка проститутка, Оливар, противречи њиховом сведочењу и Маргери је ухапшена јер је лагала пред боговима. Томен се показује као несигуран и неефикасан. У Зимоврелу, Санса се удаје за Ремзија. У њиховој брачној ноћи, Ремзи је силује пред Теоном. |                    |                                   |                |                            |                 |                           |
| 47 | 7                  | Дар                               | Мигел Сапочник | Дејвид Бениоф и Д. Б. Вајс | 24. мај 2015.   | 5,40                      |
| Џон креће у Тврдидом са Тормундом и неким извидницима. Мештар Емон умире убрзо након тога. Гили нападају два брата Ноћне страже. Сем интервенише, али је савладан све док им Дух не запрети. Сем и Гили конзумирају своју везу. Санса моли Теона да јој помогне да побегне из Зимоврела, али уместо тога он обавештава Ремзија, који затим дере кожу са Бријенине доушнице. У свом војном логору, Станис одбија Мелисандрин захтев да жртвује Ширин да би стекао наклоност Господара светлости. Џора и Тирион су продати робовласнику, Кагазу, и одведени се у Дазнакову борбену арену. Денерис и њен супруг Лорак прегледају арену припремајући се за предстојеће игре. Џора побеђује остале борце, откривајући свој идентитет, а Тирион јој се представља као његов „дар”. У Дорни, док је у тамници, Тијена Пешчана даје Брону противотров за отров којим га је заразила. Принц Доран дозвољава Џејмију да одведе Мирселу и њеног вереника, принца Тристана, у Краљеву Луку. Првоврабац одбија Оленин захтев да Лорас и Маргери буду ослобођени. Он затим хапси Серсеи због њене претходне афере са својим рођаком Ланселом. |                    |                                   |                |                            |                 |                           |
| 48 | 8                  | Тврдидом                          | Мигел Сапочник | Дејвид Бениоф и Д. Б. Вајс | 31. мај 2015.   | 7,01                      |
| Серсеин стриц, Кеван Ланистер, именован је за краљеву десницу. Серсеи одбија да призна своје злочине. Џакен даје задатак Арји да проучи продавца поморског осигурања који вара своје кориснике. Прерушена у продавачицу шкољки, она прво треба да сазна за осигуравача, а затим да га отрује. Теон говори Санси да је лажирао убиство Брена и Рикона. Ремзи тражи од Руза двадесет људи да нападну Станисов логор. У Мирину, Тирион убеђује Денерис да поштеди Џорин живот; она то чини али га поново прогна. Џора се враћа Језану и тражи да се бори у аренама. Денерис прихвата Тириона у своје веће. Стигавши у Тврдидом, Џон и Тормунд регрутују пет хиљада дивљана, али их напада војска немртвих. Џон убија једног Белог ходача својим мачем од валиријског челика. Док он, Тормунд и остали преживели беже морем, сведоче како Ноћни Краљ реанимира мртве дивљане. |                    |                                   |                |                            |                 |                           |
| 49 | 9                  | Плес змајева                      | Дејвид Натер   | Дејвид Бениоф и Д. Б. Вајс | 7. јун 2015.    | 7,14                      |
| Ремзи предводи тајни напад на Станисов логор, уништавајући опрему за опсаду, залихе хране и убијајући многе коње. Након што је послао Давоса у Црни замак да затражи још залиха, Станис, уз Селисино одобрење, дозвољава Мелисандри да жртвује Ширин, спаливши је живу на ломачи, верујући да ће му то помоћи у победи у рату. Џон и остали преживели се враћају на Зид, дозвољавајући дивљанима да прођу на југ. У Дорни, принц Доран дозвољава Џејмију и Брону да се врате у Краљеву Луку са Мирселом, под условом да Тристан пође са њима и да служи у малом већу уместо Оберина. Доран такође помилује Еларију и њене ћерке. Арја прекида свој први задатак након што је приметила Мерина Трента у пратњи Мејса Тирела, мајстора ковница, који је стигао у Бравос да преговара са Гвозденом банком. У Мирину се наставља борба у Дазнаковој борбеној арени. Денерис је запањена што је Џора међу борцима. Његова победа је прекинута када Синови Харпије покрену изненадни напад. Лорак је убијен док Џора спашава Денерис. Харпије брзо окружују Денерис и њене присталице, приморавајући њих и Џору да се повуку у јаму. Изненада долази Дрогон, који спаљује многе Синове Харпије; Денерис се пење на Дрогона и наређује му да одлети.                                                           |                    |                                   |                |                            |                 |                           |
| 50 | 10                 | Мајчина милост                    | Дејвид Натер   | Дејвид Бениоф и Д. Б. Вајс | 14. јун 2015.   | 8,11                      |
| Селиса, сада избезумљена због Ширинине смрти, обеси се, док половина Станисових снага дезертира, а Мелисандра бежи у Црни замак. Болтонови лако побеђују Станисову исцрпљену војску. Бријена проналази Станиса на бојном пољу и погубљује га због убиства Ренлија Баратеона. Теон убија Миранду након што она ухвати њега и Сансу у покушају бекства из Зимоврела. Њих двоје заједно скачу са спољног зида. Серсеи признаје своју аферу са Ланселом и приморана је да се искупи тако што ће ходати улицама гола, а окупљени људи јој се ругају и гађају је ђубретом и фекалијама. По доласку у Црвену тврђаву, Кибурн је упознаје са најновијим чланом Краљеве гарде који јој је потпуно одан. Џејми, Мирсела, Брон и Тристан испловљавају из Дорне, али Мирселу је Еларија отровала и она убрзо умире. Арја је кажњена, изгубивши вид, јер је прекршила правила Људи без лица након што је убила Трента из личне освете. Варис стиже у Мирин да управља градом са Тирионом, Сивим Црвом и Мисандеи, док Дарио Нахарис и Џора траже Денерис, коју је заробила дотрачка хорда. Сем, Гили и мали Сем крећу из Црног замка у Стариград где ће се Сем обучавати за мештара. Побуњеници, укључујући Алисера Торна и Џоновог кућеуправитеља, Олија, смртно избадају Џона, остављајући његово тело у дворишту. |                    |                                   |                |                            |                 |                           |

## Улоге
| - Питер Динклиџ као Тирион Ланистер - Николај Костер Волдо као Џејми Ланистер - Лина Хиди као Серсеи Ланистер - Емилија Кларк као Денерис Таргарјен - Кит Харингтон као Џон Снежни - Ејдан Гилен као Петир „Малопрстић” Белиш - Чарлс Денс као Тивин Ланистер - Натали Дормер као Маргери Тирел - Стивен Дилејн као Станис Баратеон - Лијам Канингам као Давос Сиворт - Карис ван Хаутен као Мелисандра - Џон Бредли као Семвел Тарли - Софи Тарнер као Санса Старк - Кристофер Хивју као Тормунд Џиноубица | - Хана Мари као Гили - Конлет Хил као Варис - Гвендолин Кристи као Бријена од Опорја - Михил Хаусман као Дарио Нахарис - Натали Емануел као Мисандеи - Дин-Чарлс Чапман као Томен Баратеон - Индира Варма као Еларија Пешчана - Мејси Вилијамс као Арја Старк - Џером Флин као Брон - Том Влашиха као Џакен Х’гар - Алфи Ален као Теон Грејџој / „Смрад” - Мајкл Макелхатон као Руз Болтон - Иван Реон као Ремзи Болтон - Ијан Глен као Џора Мормонт |